# 瓦切
瓦切（Waakye，/ˈwɑːtʃeɪ/ WAH-chay）是一道迦納料理，源於該國北部，由米饭與高粱葉和黑眼豆或腰豆等豆類煮熟而成，是迦納普遍的家常料理，也常見於路邊攤，在該國十分常見。